# بيتر فلانغن (لاعب دوري الرغبي)
بيتر فلانغن (بالإنجليزية: Peter Flanagan)‏ هو لاعب دوري الرغبي بريطاني، ولد في 22 يناير 1941 في كينغستون أبون هال في المملكة المتحدة، وتوفي بنفس المكان في 8 يناير 2007.